# ماتیا گرافیدی
ماتیا گرافیدی (انگلیسی: Mattia Graffiedi؛ زادهٔ ۲۶ مهٔ ۱۹۸۰) بازیکن فوتبال اهل ایتالیا است.
از باشگاه‌هایی که در آن بازی کرده‌است می‌توان به باشگاه فوتبال فیورنتینا، باشگاه فوتبال مودنا، باشگاه فوتبال آنکونا، باشگاه فوتبال پیاچنزا، باشگاه فوتبال روبور سیه‌نا، باشگاه فوتبال تریستیانا، باشگاه فوتبال چزنا، باشگاه فوتبال آ.ث. میلان، باشگاه فوتبال ناپولی، و باشگاه فوتبال ترنانا اشاره کرد.